# Райнштайн (замок, Бавария)
Райнштайн (нем. Burg Reinstein), также известен как Шлёссле (нем. Burg Schlössle) — руины средневекового каменного замка. Располагается в общине Шолльбрунн, в районе Майн-Шпессарт, в административном округе Нижняя Франкония, в федеральной земле Бавария, Германия. Согласно сведениям организации Spessartrundweges Haseltal (археологический проект региона Шпессарт Archäologisches Spessartprojekt) — это было укрепление в виде окружённой рвом и частоколом башни (мотт), возведённой в XII или XIII веке. По своему типу относится к замкам на вершине.

## Расположение
Замок располагался на южном отроге горы Реберг на высоте 315 метров над уровнем моря. В прежние времена эта часть общины Шолльбруннер именовалась Мишельритер Форст или Лес Штокенхайн (Stockenhainer Wald). Замок доминировал над долиной реки Хаслохбах к северу от Никельсмюле и к востоку от Шрекенмюле и позволял контролировать окружающие территории.

## История

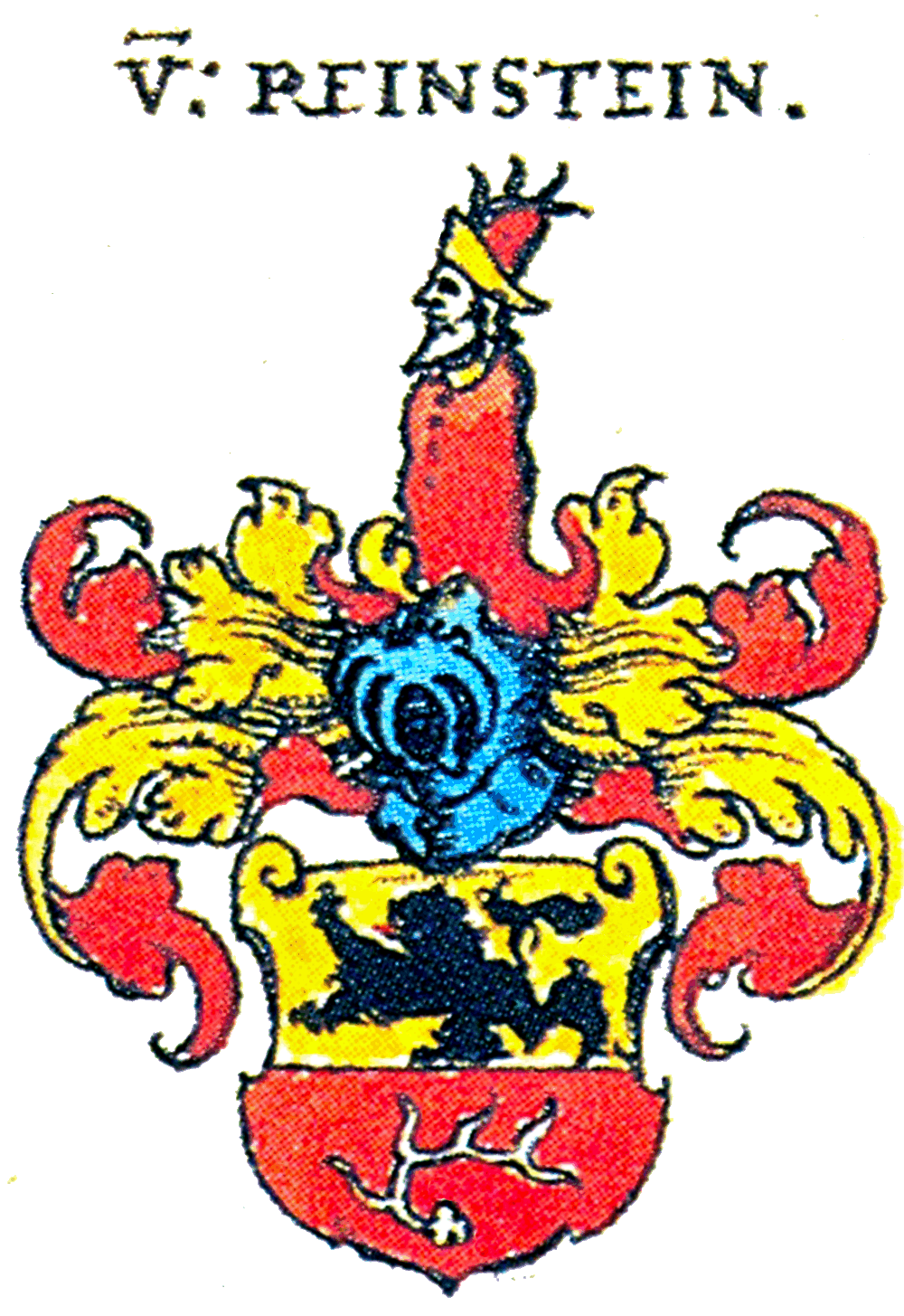
Родовой герб рода Райнштайн (дворянский род)

Башня, выполнявшая роль донжона, а также рвы и другие сооружения, вероятно, были построены в XIII веке. Скорее всего, замок являлся родовым владением дворянской семьи фон Райнштайн. Эти рыцари, в свою очередь, находились в статусе министериалов епархии Вюрцбурга. Это княжество-епископство в Средние века было независимым государством, а князья-епископы Вюрцбурга пользовались серьёзным влиянием в немецких землях. Роду фон Райнштайн также некоторое время принадлежало расположенное неподалёку поселение Баумгартсхоф. 
В более позднее время рыцари фон Райнштайн перебрались в замок Хомбург-на-Майне. Там они выполняли роль судебных приставов монастыря Трифенштайна. В итоге  Хомбург-на-Майне стал новой резиденцией семьи, а замок на горе Реберг был заброшен. Проживающие рядом крестьяне стали использовать крепость Райнштайн как склад бесплатных стройматериалов. Они действовали так успешно, растаскивая на собственные строительные нужды каменные блоки и деревянные конструкции, что от прежнего замка почти ничего не осталось.

## Современное состояние
Остатки замка давно заросли деревьями и кустарниками. Только по остаткам рва и хаотично лежащим каменным блокам можно понять, что несколько столетий назад здесь находилось крупное фортификационное сооружение.
В настоящее время руины признаны археологическим памятником и включены в список объектов культурного наследия Баварии. В данный реестр Райнштайн включён 1 октября 1973 года на основании Баварского закона об охране памятников.
Доступ к руинам возможен в любое время года. Но подняться на замковый холм можно только пешком и только по узкой тропе. В зимнее время это сделать затруднительно.

## Описание
Замок был окружён по периметру глубоким рвом. Попасть внутрь можно было только по подъёмному мосту. Можно предположить, что имелась кольцевая оборонительная стена. Об этом свидетельствуют груды крупных блоков песчаника, лежащих во рву и около него. Общая длина внешней стены составляла около 270 метров. Таким образом общая площадь замка достигала около 5800 м².
В северной части, всего в нескольких метрах от рва, отчётливо видны остатки почти квадратного в основании здания с длиной каждой стороны около восьми метров. Вероятно, это была главная башня, которая служила и основным оборонительным сооружением, и жилым зданием. Внутри замковой территории должны были находится кузница, хозяйственные постройки, конюшни и склады. Но их точное расположение можно будет обнаружить только в ходе тщательных археологических раскопок.

## Галерея

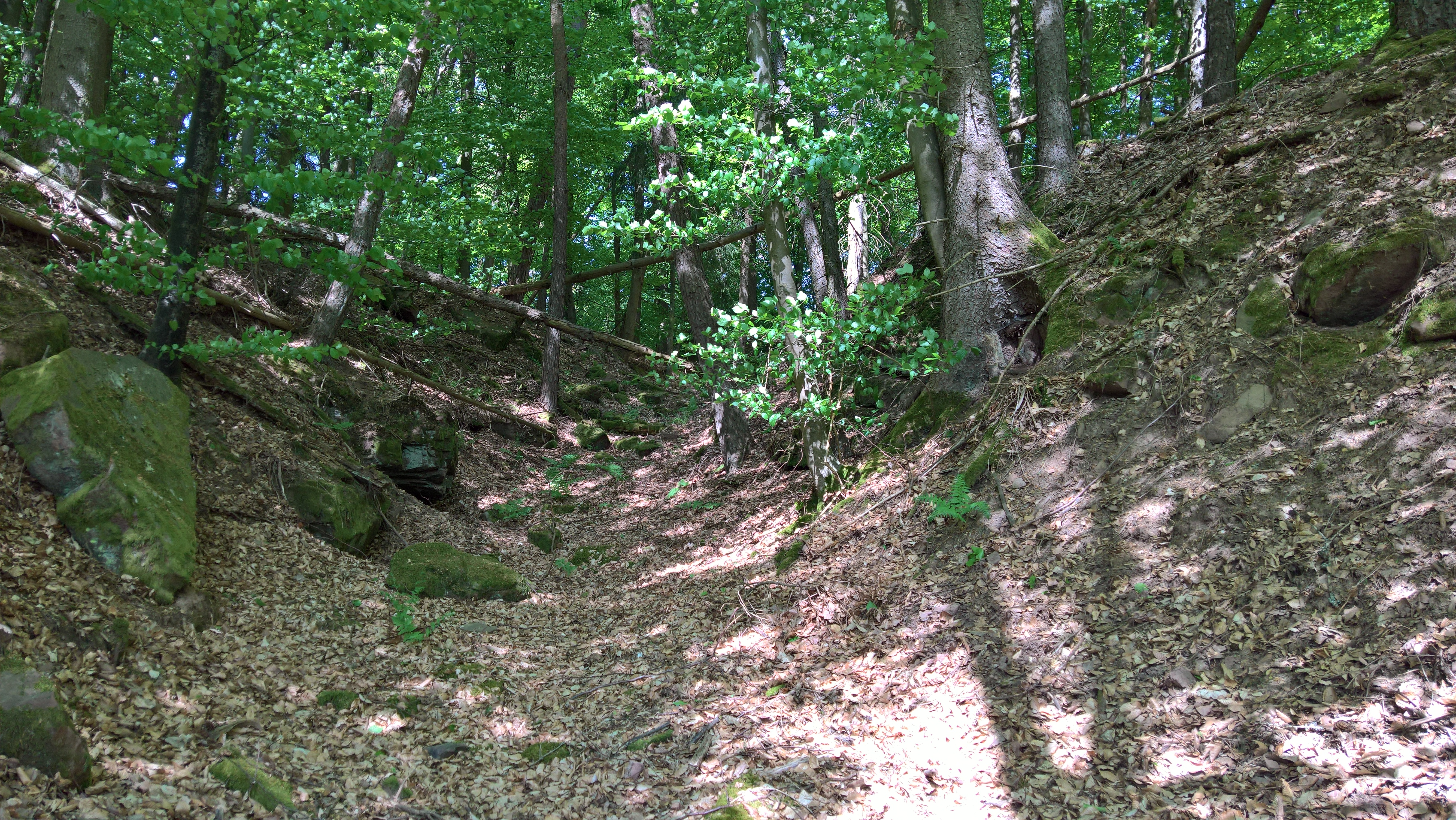
Остатки рва в западной части комплекса
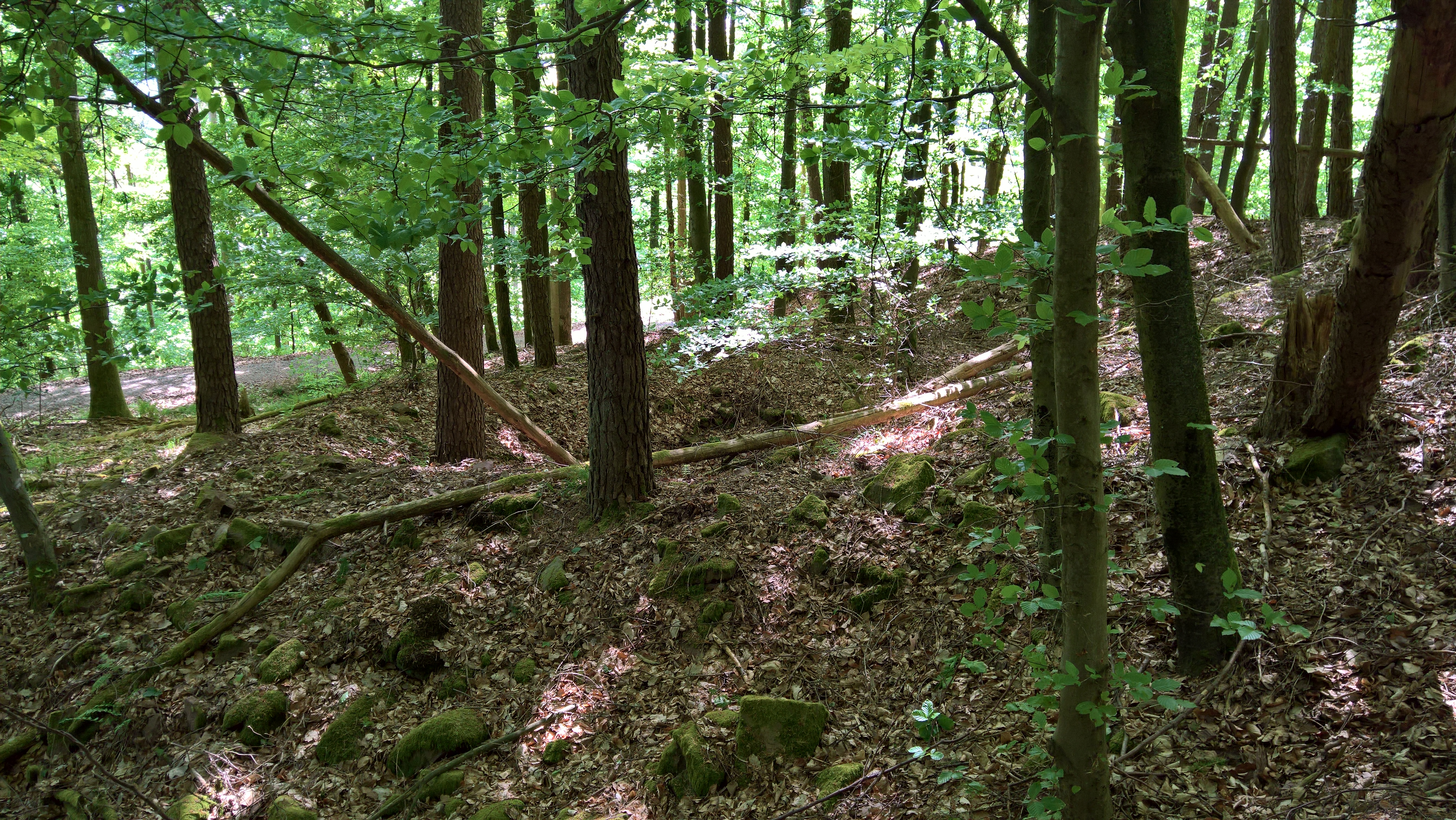
Остатки крупной башни (бергфрида)
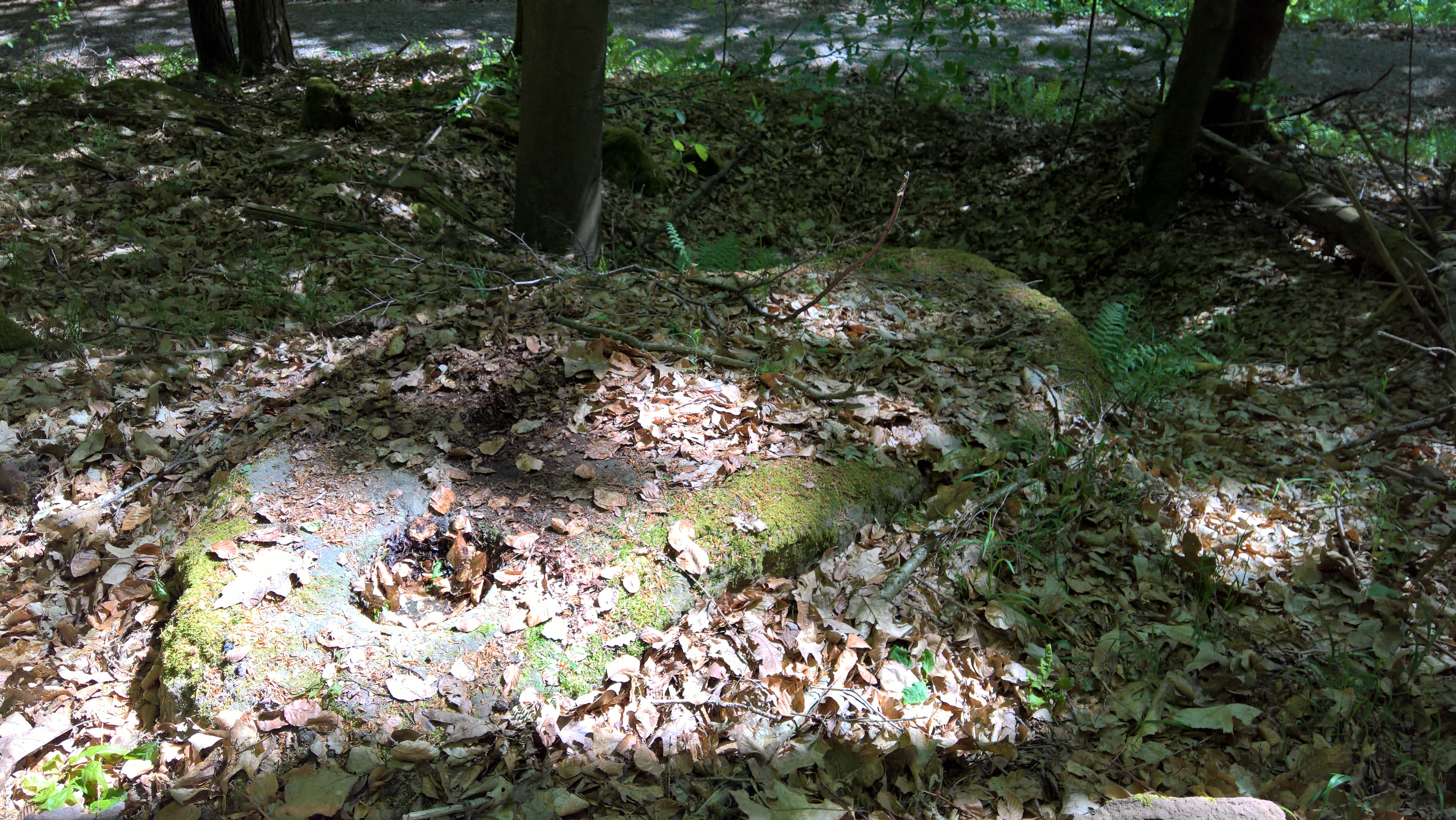
Крупный блок песчаника, с выдолбленным отверстием
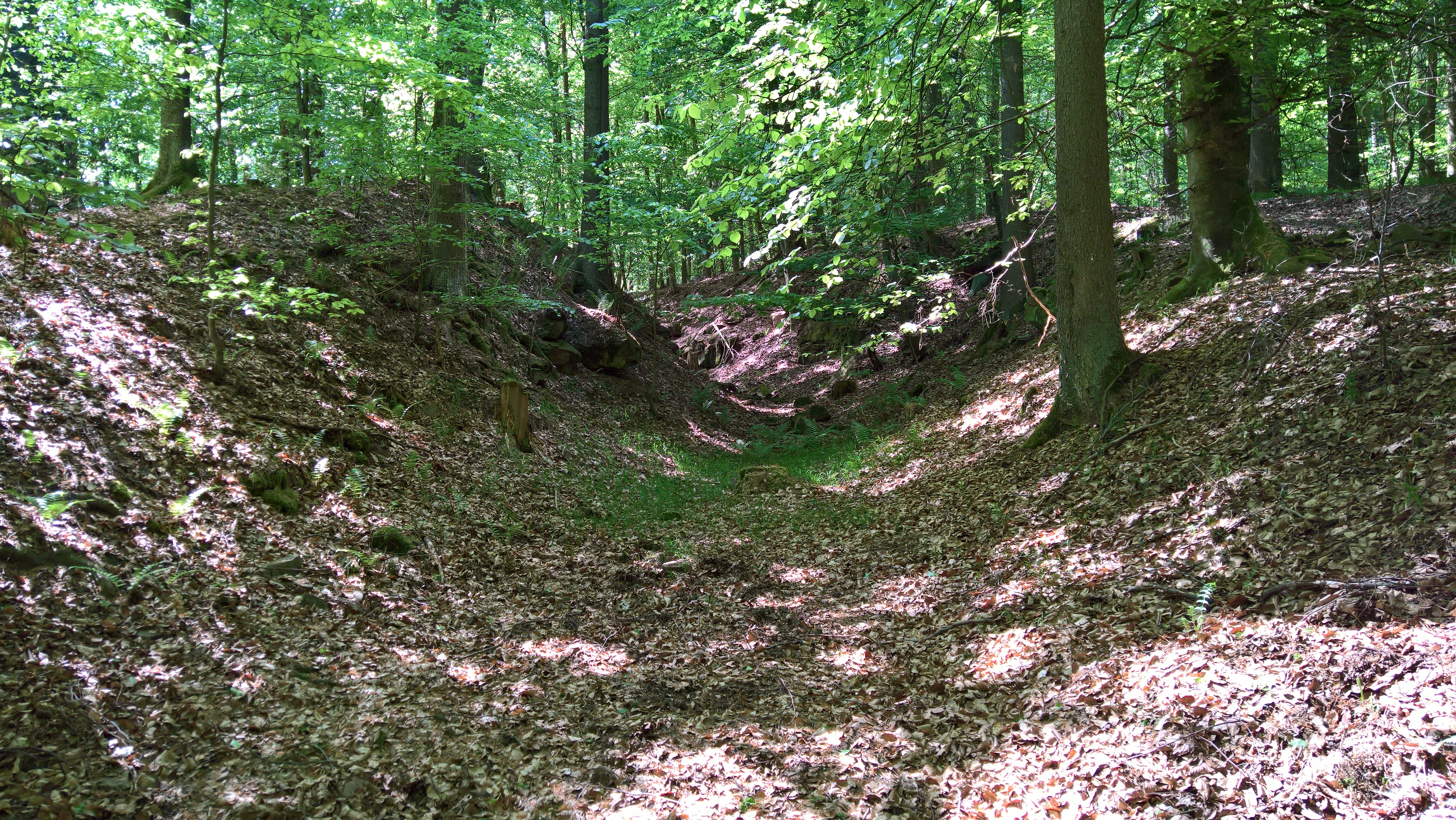
Замковый ров в восточной части комплекса
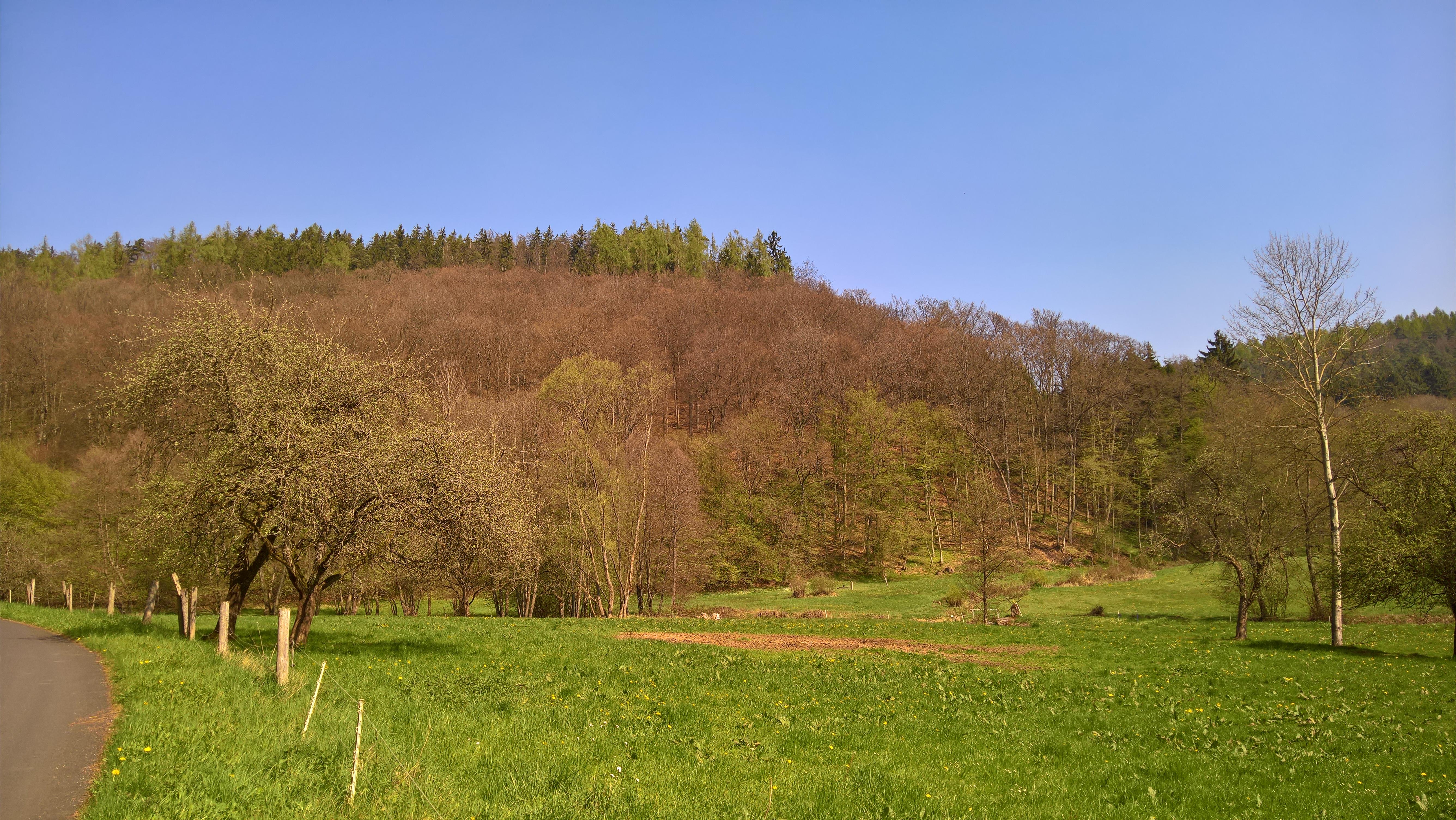
Общий вид горы Ренберг